# Барнард 30
Барнард 30 (англ. Barnard 30) — тёмное облако в кольце Лямбды Ориона к северу от Лямбды Ориона, также называемой Меисса. Объект находится на расстоянии около 1300 световых лет от Солнца.
Облако Барнард 30 представляет собой одну из областей кольца Лямбды Ориона, в которой сконцентрировано большое количество молодых звёзд; аналогичным свойством обладают области Collinder 69 и Барнард 35. Облако содержит объекты Хербига — Аро, молодые звёзды, коричневые карлики и кратные звёзды типа T Тельца. Среди молодого звёздного населения можно упомянуть HK Ориона, звезду Ae/Be Хербига, и HI Ориона, звезду типа T Тельца. По результатам обработки данных субмиллиметровых наблюдений на телескопах ALMA для 30 компактных областей внутри облака было выявлено три объекта, по свойствам похожих либо на погружённые глубоко в газ звёздные объекты, либо на ядра протозвёзд, в которых происходит гравитационное сжатие.
Звёздное население Барнарда 30 имеет возраст около 2-3 миллионов лет, следовательно, оно существенно моложе, чем центральное скопление Лямбды Ориона. Вероятно, облако получило свою форму под воздействием массивной звезды Меиссы, эта звезда также ответственна за начало звездообразования в облаке. Также возможно, что около 1 миллиона лет назад произошла вспышка сверхновой звезды, сформировавшая кольцо Лямбды Ориона и способствовавшая запуску звездообразования в нём
Также облако содержит отражательную туманность.

## Наблюдения
Область излучения, связанная с Барнард 30, обладает низкой поверхностной яркостью и занимает большую площадь на небе. Поскольку Барнард 30 находится в том же созвездии, что и широко известная Туманность Ориона, то изображения Барнард 30 получают довольно редко.